# 東安鶏
東安鶏（ドンアンジー、中国語: 东安鸡）は湖南料理の1種。「湖南八大料理」の筆頭に挙げられる料理である。
若鶏を用いた場合は、東安子鶏（东安子鸡）とも呼ばれる。
湖南省永州市東安県の特産鶏である「東安鶏」を用いた料理である。
茹でた鶏を拍子木切りにし、ショウガ、唐辛子、花椒、酢などと合わせて炒め、仕上げに酢をかける。
唐の玄宗の時代には食されていた歴史ある料理であり、当時は醋鶏（ツージー）と呼ばれていた。中華民国の時代になって東安鶏と呼ばれるようになった。なお、東安鶏と呼ばれるようになったのは清代末とする説もある。

中南海で毛沢東と握手するニクソン。（1972年2月29日）

リチャード・ニクソンがアメリカ合衆国大統領時代の1972年に中華人民共和国を訪問した際、提供された料理の1つである。